# Cellule myéloïde suppressive

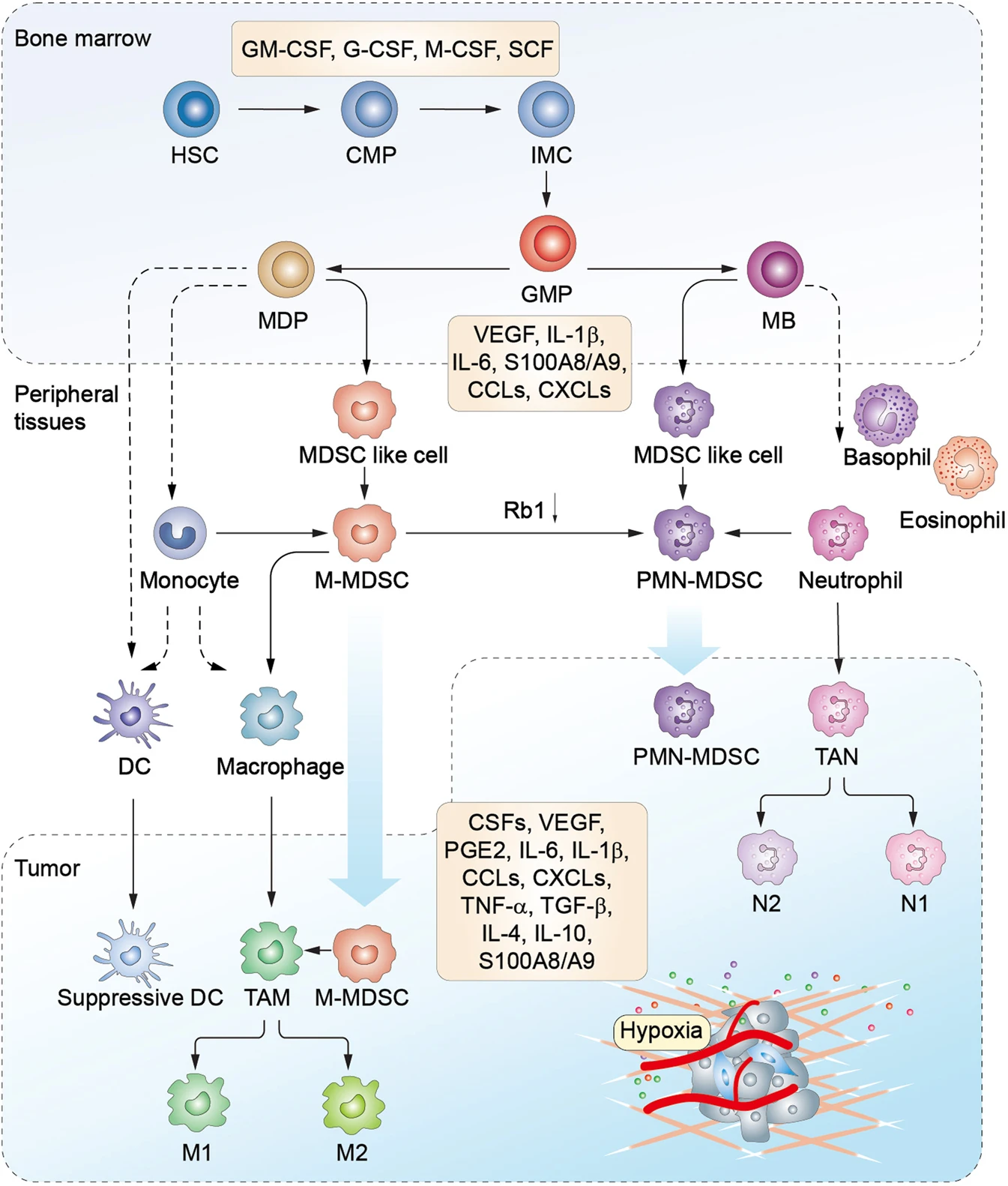
Développement et différenciation des cellules myéloïdes suppressives

Les cellules myéloïdes suppressives (en anglais myeloid-derived suppressor cells, MDSC) constituent un groupe hétérogène de cellules immunitaires, d'origine myéloïde, comme les monocytes, les macrophages ou les cellules dendritiques mais possédant des propriétés immunosuppressives.
Cette population est fortement amplifiée (c'est-à-dire que leur nombre augmente) dans un certain nombre de situations pathologiques comme les infections aiguës. Dans les infections aiguës, les cellules myéloïdes se mobilisent rapidement à partir de la moelle osseuse et sont classiquement activées en réponse à des signaux pathogènes tels que les ligands des récepteurs de type Toll, (motifs moléculaires associé aux pathogènes  et les motifs moléculaires associés aux dommages ), ce qui entraîne une augmentation spectaculaire de la phagocytose, une explosion oxydative et d'une sécrétion importante des cytokines pro-inflammatoires. Cette myélopoïèse transitoire se termine lors de l'élimination du stimulus, puis l'homéostasie des cellules myéloïdes est restaurée. Cependant, certaines conditions pathologiques telles que l'inflammation chronique, le cancer et les maladies auto-immunes peuvent conduire à une myélopoïèse aberrante et soutenue afin d'empêcher l'hôte de subir des lésions tissulaires importantes causées par une inflammation non résolue,,. Dans ces conditions, les signaux d'inflammation persistants provoquent des cellules myéloïdes immatures qui s'écartent de la différenciation normale et qui sont activés pathologiquement. Par rapport aux cellules myéloïdes physiologiquement différenciées, ces cellules myéloïdes immatures présentent des caractéristiques distinctes telles que des phénotypes et des morphologies immatures, des activités phagocytaires relativement faibles, ainsi que des fonctions anti-inflammatoires et immunosuppressives, désormais collectivement appelées cellules myéloïdes suppressives.Cette amplification est la conséquence d'une altération de l'hématopoïèse, c'est-à-dire de leur différenciation à partir de cellules précurseurs.
Bien que leurs modes d'action (les mécanismes par lesquels les  cellules myéloïdes suppressives suppriment les réponses immunitaires) ne soient pas totalement compris, les études cliniques et biologiques ont montré que les tumeurs infiltrées par un nombre élevé de  cellules myéloïdes suppressives étaient associées à un pronostic défavorable et à une résistance thérapeutique.
Des  cellules myéloïdes suppressives peuvent également être isolées d'individus en bonne santé, mais en nombres plus restreints. Il a été proposé, qu'en situation physiologique, les  cellules myéloïdes suppressives participent à la régulation du système immunitaire et au maintien de la tolérance. Les  cellules myéloïdes suppressives pourraient, par exemple, participer à la tolérance maternelle pour le fœtus durant la grossesse.

## Développement et caractéristiques des cellules myéloïdes suppressives

### Phénotype
De nombreux laboratoires ont cherché à identifier des marqueurs de surface (Immunophénotypage) permettant de caractériser et d'isoler les MDSC. Chez la souris, les MDSC sont trouvées dans la population de cellules myéloïdes exprimant à la fois les marqueurs Gr1 (Ly-6G/C)+ et CD11b+. Le marqueur Gr1 étant en fait exprimé par deux molécules de surface, Ly6C et Ly6G, les cellules MDSC murines sont classiquement sous-divisées en MDSC monocytiques (Ly6C++) et MDSC granulocytiques (Ly6G++).
Chez les humains, la définition phénotypique est moins standardisée. Les MDSC humaines monocytiques sont souvent définies comme exprimant les marqueurs myéloïdes CD33 et CD14 et un niveau bas de HLA-DR. Les MDSC granulocytiques sont en général définies comme CD11b+CD14−CD33+ CD15+.

### Différenciation et activité
Chez les individus en bonne santé, les cellules myéloïdes immatures de la moelle osseuse se différencient en cellules dendritiques, macrophages ou neutrophiles. Mais en conditions d'inflammation chronique et/ou d'hypoxie, par exemple lors d'une infection ou d'un cancer, ce processus de différenciation est altéré et produit des cellules myéloïdes suppressives. Les cellules tumorales elles-mêmes produisent fréquemment des cytokines (ex : GM-CSF, G-CSF, IL-6, IL-10 ou IL-1) favorisant la différenciation des cellules myéloïdes de la moelle osseuse en cellule myéloïde suppressive.
Les cellules myéloïdes suppressives infiltrent les tissus, notamment les sites d'infection ou les tumeurs, où elles inhibent l'activité des lymphocytes T et NK et favorisent la croissance et la dissémination des cellules tumorales. Les MDSC accélèrent aussi l'angiogenèse tumorale, c'est-à-dire la pousse de vaisseaux sanguins nécessaires à la croissance tumorale. Les cellules myéloïdes suppressives favorisent également la survie des cellules souches tumorales, résistantes aux traitements et capables de produire des métastases.
Compte-tenu de toutes ces activités, les cellules myéloïdes suppressives constituent des cibles thérapeutiques potentielles. De fait, certaines drogues qui ont fait la preuve de leur efficacité contre le cancer semblent inhiber l'activité des cellules myéloïdes suppressives.

## Effets favorisant des cellules myéloïdes suppressives sur le cancer

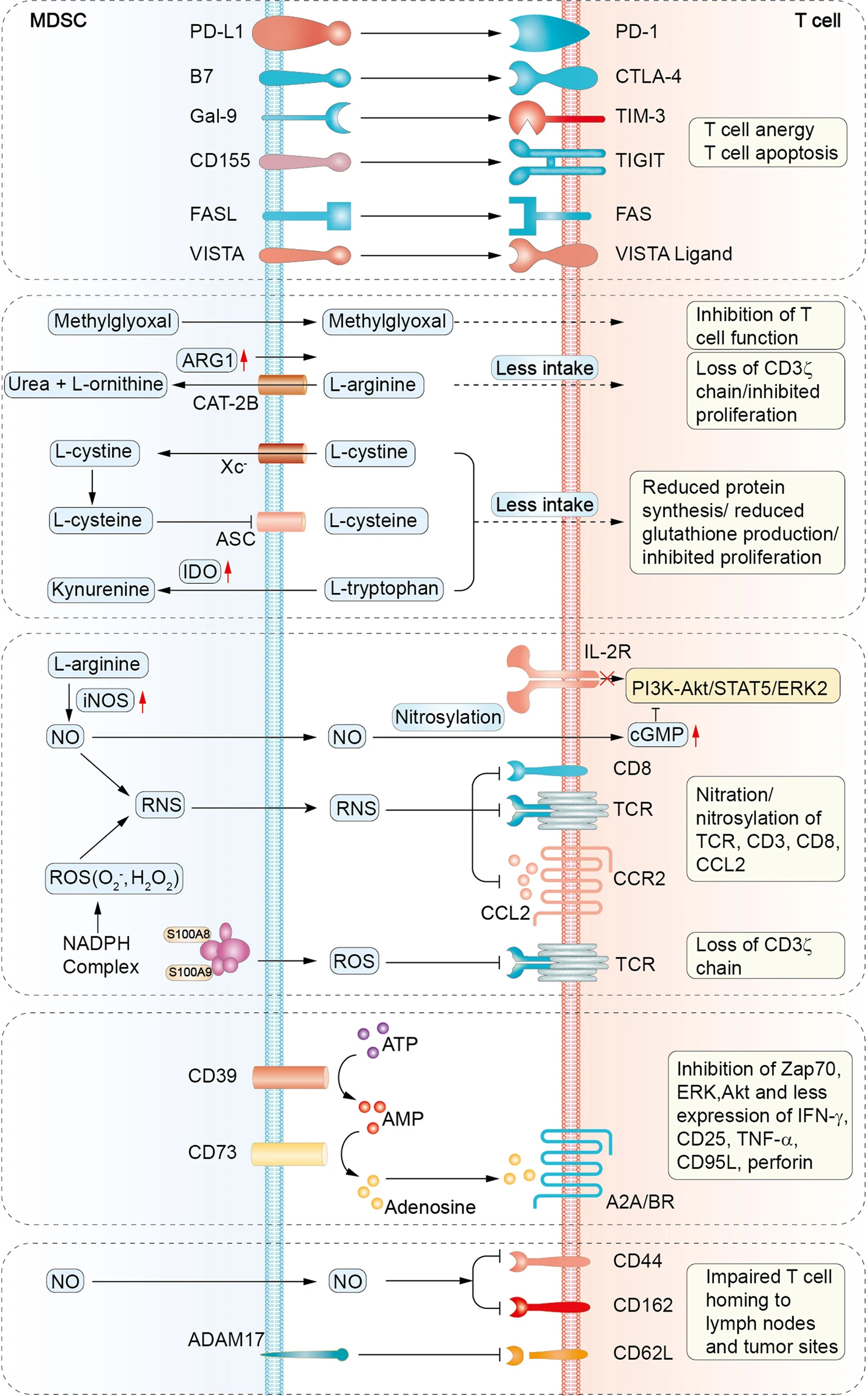
Mécanismes de l'action pro-tumorale des cellules myéloïdes suppresives Chaque cartouche détaille les différents mécanismes. De haut en bas : (1) Expression de molécules de points de contrôle. (2) Déplétion des acides aminés nécessaires à la réponse des lymphocytes T. (3)Production de monoxyde d'azote, de dérivés réactifs de l'oxygène et d'’espèce réactives de l'azote. (4) Adénosine et ses récepteurs. (5)Perturbation du déplacement des lymphocytes T.

Les cellules myéloïdes suppressives utilisent plusieurs mécanismes pour atténuer l’immunité antitumorale et favoriser la progression tumorale. Elles contribuent à la formation d'un milieu immunosuppresseur, soutiennent également la progression tumorale et induisent une résistance au traitement antitumoral.

### Expression de molécules de points de contrôle
De nombreuses études ont révélé que les cellules myéloïdes suppressives augmentent l'expression du ligand de PD-1 pour induire une anergie des lymphocytes T en interagissant avec PD-1 des  lymphocytes T,.82,83 Les cellules myéloïdes suppressives infiltrant les tumeurs ont toujours une expression du ligand de PD-1 plus élevée que leurs homologues de la périphérie, indiquant leur acclimatation dans le microenvironnement hypoxique,. En outre, les cellules myéloïdes suppressives expriment également l’antigène 4 associé aux lymphocytes T cytotoxiques (CTLA-4), bien que le mécanisme de régulation spécifique ne soit pas clair.

### Déplétion des acides aminés nécessaires à la réponse des lymphocytes T
Les cellules myéloïdes suppressives sont connus pour priver d’acides aminés essentiels nécessaires au métabolisme et au fonctionnement des cellules T. De grandes quantités de facteurs dérivés du microenvironement tumoral , tels que le facteur induit par l'hypoxie, le facteur de croissance , l' interleukine 4, l'interleukine 10 et l'interféron gamma, peuvent induire l'expression de CAT-2B (un transporteur d'acides aminés cationiques) et d'arginase dans les cellules myéloïdes suppressives,. CAT-2B transfère rapidement la L-arginine extracellulaire dans les cellules myéloïdes suppressives, qui est ensuite dégradée en urée et en L-ornithine sous la catalyse de l'arginase. Le déficit en arginine dans l'espace extracellulaire peut entraîner une perte de chaîne CD3ζ et l'inhibition de la prolifération des lymphocytes T. Chez les patients atteints de cancer, les cellules myéloïdes suppressives libèrent de l'arginase dans l'environnement extracellulaire, ce qui entraînait également une consommation de L-arginine extracellulaire et facilitait davantage l'inhibition des lymphocytes T de la même manière. Notamment, les cellules myéloïdes suppressive induisent  l'inactivation des lymphocytes T par le transfert cellule-cellule de méthylglyoxal dans les lymphocytes T. Le méthylglyoxal agit  en appauvrissant la L-arginine cytosolique, mais également en rendant les protéines contenant de la L-arginine non fonctionnelles par glycation. De plus, les cellules myéloïdes suppressives peuvent absorber la cystine et la métaboliser en cystéine. Cependant, en raison du manque de transporteur d'acides aminés neutres, les cellules myéloïdes suppressives ne peuvent pas exporter la cystéine vers l'environnement extracellulaire, ce qui conduit à la privation de cystéine pour l'activation des lymphocytes T. L'épuisement du tryptophane par l'indoleamine 2,3-dioxygénase dans les cellules myéloïdes suppressives peut induire une autophagie des lymphocytes T et mort cellulaire.

### Production de monoxyde d'azote, de  dérivés réactifs de l'oxygène et d'’espèce réactives de l'azote
Les cellules myéloïdes suppressives sécrètent de nombreuses dérivés réactifs de l'oxygène et d’espèce réactives de l'azote pour endommager le fonctionnement des lymphocytes T. L'oxyde nitrique synthase inductible régulée positivement dans les cellules myéloïdes suppressives métabolise la L-arginine en monoxyde d'azote et citrulline. Le monoxyde d'azote entraîne plusieurs blocages moléculaires dans les cellules T, notamment l'interférence avec la signalisation du récepteur de l'interleukine 2 et la nitration des récepteurs des lymphocytes T spécifiques des peptides présentés par les cellules myéloïdes suppressives,. Les dérivés réactifs de l'oxygène, comprenant des radicaux oxygène (tels que l'anion superoxyde, O2−), des hydroxyles. les radicaux et les non-radicaux (tels que le peroxyde d'hydrogène, H2O2) sont générés en grandes quantités par l'isoforme de la NADPH oxydase (NOX-2) dans les cellules myéloïdes suppressives. Les dérivés réactifs de l'oxygène jouent non seulement un rôle important dans le stress oxydatif des cellules myéloïdes suppressives , mais catalysent également la nitration du complexe  récepteurs des lymphocytes T/CD8 pour empêcher les interactions  récepteurs des lymphocytes T/Complexe majeur d'histocompatibilité-Peptide. L'O2− se combine rapidement avec le monoxyde d'azote pour produire des espèces réactives de l'azote  comme le peroxynitrite, qui peut induire la nitration/nitrosylation des complexes récepteurs des lymphocytes T/CD8 et provoquer en outre une reconnaissance altérée du peptide par le complexe récepteurs des lymphocytes T/Complexe majeur d'histocompatibilité,. Notamment, les espèces réactives de l'azote induisent la modification post-traductionnelle de CCL2 responsable d'une affinité réduite de CCL2 pour son récepteur inhibant le recrutement des lymphocytes infiltrant la tumeur dans les tissus tumoraux.105 Cependant, cela n'entraîne pas une perte complète de la fonction des cellules myéloïdes, car les cellules myéloïdes ont des niveaux d'expression de CCR2 plus élevés que les lymphocytes T CD8+.

### Adénosine et ses récepteurs
L'adénosine, participe à la suppression des lymphocytes T médiée par les cellules myéloïdes suppressives. Les tissus tumoraux hypoxiques libèrent de grandes quantités d'adénosine triphosphates dans l'espace extracellulaire, qui sont immédiatement dégradées en adénosines. Dans ce processus, l'ectonucléotidase CD39 convertit l'adénosine triphosphate en adénosine diphosphate et/ou en adénosine monophosphate , et le CD73 catalyse la génération d'adénosine à partir de l'adénosine monophosphate. Les adénosines extracellulaires accumulées activent les voies de signalisation en aval via les récepteurs de l'adénosine : A2AR, A2BR (tous deux sont généralement associés à une immunosuppression profonde), A1R et A3R. Dans le microenvironement tumoral , ces molécules adénosinergiques (CD39, CD73, A2AR et A2BR) sont généralement exprimées par les cellules tumorales ainsi que par les cellules stromales et immunitaires, formant une boucle de rétroaction positive. Cette rétroaction produit un flux constant d'adénosines, qui non seulement facilitent le développement et la capacité immunosuppressive des cellules myéloïdes suppressives, mais altèrent également les activités des cellules immunitaires tumoricides, notamment les cellules T, les cellules dendritiques et les cellules NK.

### Perturbation du déplacement des lymphocytes T
Les cellules myéloïdes suppressives utilisent diverses méthodes pour altérer le trafic des lymphocytes T. ADAM17 (désintégrine et de métalloprotéinase 17) exprimé sur les cellules myéloïdes suppressives coupe directement l'ectodomaine de la L-sélectine (CD62L) sur les cellules T naïves pour les empêcher de se diriger vers les ganglions lymphatiques périphériques et les sites tumoraux. La régulation négative de CD44 et CD162 sur les cellules T par le monoxyde d'azote produits par les  cellules myéloïdes suppressives de type M peut endommager l'extravasation des lymphocytes T et l'infiltration tissulaire. Le monoxyde d'azote diminue l'expression de la sélectine E sur les vaisseaux tumoraux, inhibant ainsi le trafic des lymphocytes T vers les tissus tumoraux.